# روزا ميلر أفيري
روزا ميلر أفيري (بالإنجليزية: Rosa Miller Avery)‏ (اسمها القلمي: سو سميث بالإضافة إلى أسماء أخرى مُستعارة غير معروفة –أسماء ذكور؛ 21 مايو 1830 - 9 نوفمبر 1894)، كاتبة وناشطة أمريكية في مجال إلغاء الرق وحقوق الإنسان ومُصلحة سياسية من الجيل الثاني الناشط للدفاع عن حق المرأة في الاقتراع.
كان بيت طفولة أفيري بجانب «محطة سكك حديدية تحت الأرض»، وفي أثناء إقامتها في أشتابولا بولاية أوهايو وكونها شخصًا بالغًا، نظمت روزا أول جمعية مناهضة للعبودية. كتبت باستمرار خلال الحرب الأهلية لمختلف الصحف والمجلات عن الاتحاد (الحرب الأهلية الأمريكية) والتحرر، ملزمة باستخدام اسم ذكر مستعار من أجل جذب الانتباه. وظهرت العديد من مقالاتها وردودها على معارضي حرية تصويت النساء في الولايات المتحدة في صحيفة شيكاغو إنتر أوشين (Chicago Inter-Ocean). ثم استعملت اسمها المستعار «سو سميث» في كتاباتها اللاحقة التي كانت مخصصة للرد على الأسئلة الاجتماعية وذكر الأمور المفيدة للشباب. بعد نقلها إلى شيكاغو، نشطت روزا في حركة النقاء الاجتماعي وحركة الدفاع عن حق المرأة في الاقتراع المتساوي، وكتبت العديد من المقالات لصحافة شيكاغو حول هذه الموضوعات.

## أولى سنوات حياتها
وُلدت روزا ماري ميلر في ماديسون، أوهايو، 21 مايو 1830. وهي من أصول اسكتلندية وإنجليزية. كان جدها، النقيب إسحاق ميلر، جنديًا في الحرب الثورية الأمريكية وأصيب في معركة بانكر هيل. عمل قريبها الآخر، الجنرال جيمس ميلر، مساعدًا للجنرال جورج واشنطن  لفترة من الوقت. كان والدها ناحوم ميلر محرضًا رائدًا مناهضًا للعبودية. وعُرفت «مزرعة ميلر» بكرم ضيافتها لكل من كان بحاجة إلى المساعدة أو التعاطف، بالإضافة إلى تربية الماشية والحيوانات الأخرى، التي احتاجت رعايتها الكثير من التفاني والاهتمام من روزا، ما جعلها تُنادى بـ«تومبوي: يُطلق المصطلح على الفتاة المُشبهة بالصبيان». ورثت من جدها من جهة الأم، جيمس ماكدونالد، حبًا قويًا للحيوانات، وأبهجتها عروض الماشية ومعارض الخيول، وأكنت احترامًا وتقديرًا كبيرين لهنري بيرغ لتأسيسه الجمعية الأمريكية لمنع القسوة ضد الحيوانات.
وُلد والدها ناحوم ميلر في ولاية فيرمونت وكان من أوائل المستوطنين في منطقة ماديسون في مقاطعة ليك، أوهايو. لقد كان موجودًا في مقاطعة ميدل ريدج قبل أن يكون فيها طريق ممهد للقيادة، ثم استقر هناك بعد قطعه أشجار الغابة وبنائه مقصورته وتشييده واهتمامه بمزرعة صغيرة وعيش بقية حياته هناك. كان هذا الأخير قارئًا لتاريخ الكتاب المقدس والتاريخ السياسي، وكان لديه وجهات نظر إنسانية واسعة. أحب والدها الأطفال كثيرًا، إذ تبنى طفلين بالإضافة إلى أطفاله الخمسة. أما والدتها فكانت، إستر مكدانيلز أو ماكدونالد، ابنة جيمس ماكدونالد، وهو مستوطن مبكر في مقاطعة أشتابولا بولاية أوهايو. ألمحت إستر بين الحين والآخر إلى أن «القوانين المتعلقة بالملكية وحضانة الأطفال هي قوانين قمعية للنساء مثل الزنوج». تذكرت أفيري هذا الأمر دائمًا، وتحدثت عن والدتها كمصدر إلهام لها للعمل من أجل توطيد المرأة. كانت روكسانا إحدى شقيقات أفيري.
في أثناء دراستها بمدرسة ماديسون، كتبت روزا مقالات عديدة مناهضة للعبودية، والتي قوبلت بالسخرية والإساءة. اعترفت لها طالبتان في مدرستها بأن مقالاتها المناهضة للرق هي ما دفعتهما إلى التخلي عن طموحهما في العمل في الدين لدراسة القانون والسياسة.